# Подунавие
Вижте пояснителната страница за други значения на Подунавие.
Подунавието е географски регион по река Дунав в Сърбия и Хърватия, който обхваща днешна Войводина, част от Славония, Срем и Бараня, както и придунавския район на Централна Сърбия до Железни врата.